# Vissza a 66-os úton
A Vissza a 66-os úton a  magyar Hobo Blues Band blueszenekar tizennegyedik nagylemeze. A lemez az együttes énekesének, Földes Lászlónak az amerikai utazásáról, illetve magáról Amerikáról szól, amelyről 2008-ban egy könyvet is kiadott új kiadásban a Cartaphilus Könyvkiadó.

## Számok
1. Vissza a 66-os úton – 5:21
2. Jobb az úton nő nélkül – 2:55
3. Nincs Hollywood blues – 4:30
4. Amerika az enyém – 3:44
5. Vidéki angyal – 6:59
6. Az út vadabb felén – 5:00
7. Chicago vár – 5:13
8. Rock and Roll rádió – 4:08
9. Nem lehet két hazád – 7:46

## Közreműködők
- Solti János – dob
- Földes László – ének
- Zsoldos Tamás – basszusgitár
- Tóth János Rudolf – gitár
- Tátrai Tibor – gitár
- Fuchs László – billentyűk